# Proscyllium
Proscyllium es un género de elasmobranquios Carcharhiniformes de la familia Proscylliidae .

## Especies
Incluye un total de 3 especies descritas:
- Proscyllium habereri Hilgendorf, 1904[3]
- Proscyllium magnificum Last & Vongpanich, 2004[4]
- Proscyllium venustum (Tanaka, 1912)[5]